# Heritage Village

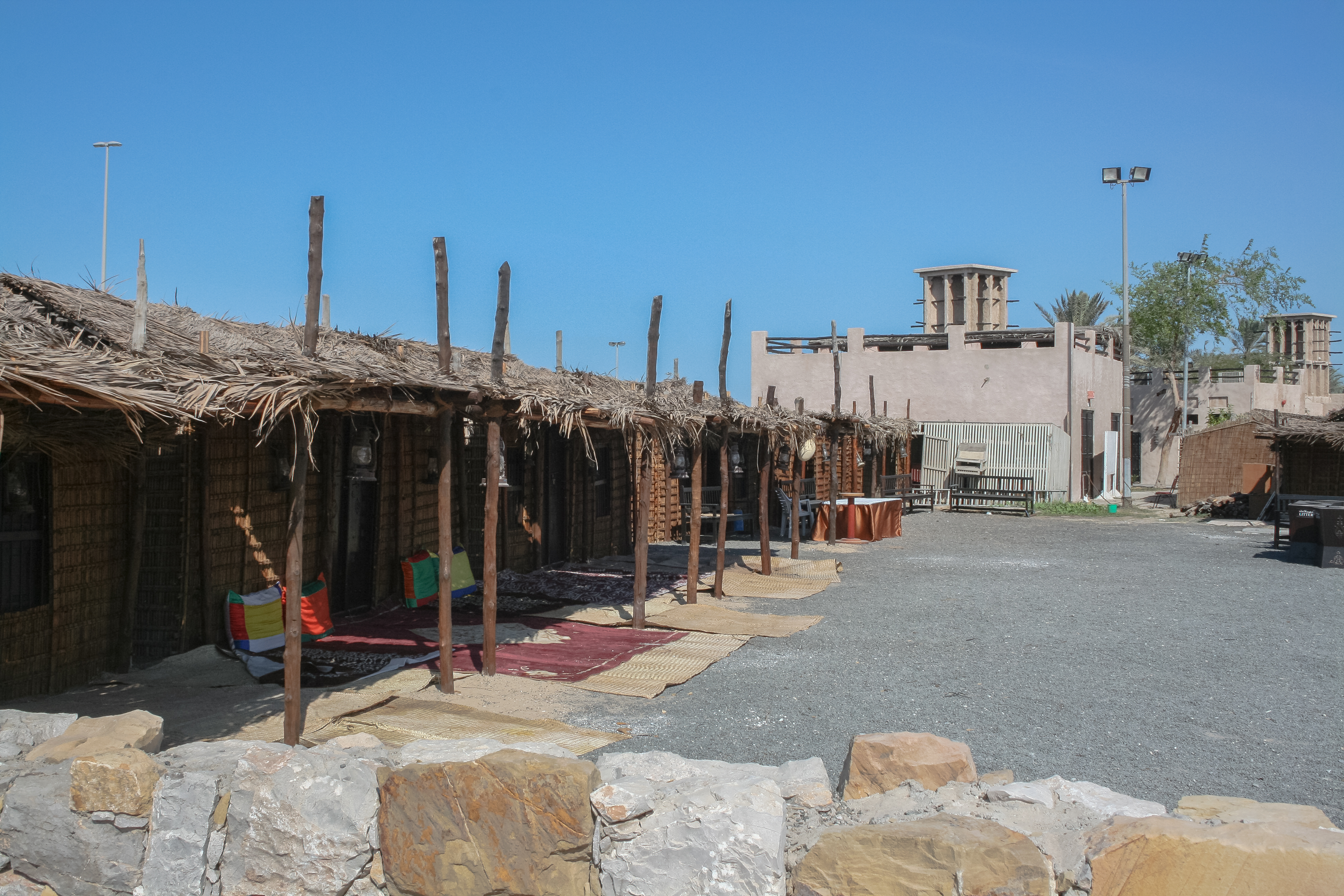
Vista del Pueblo de Patrimonio.

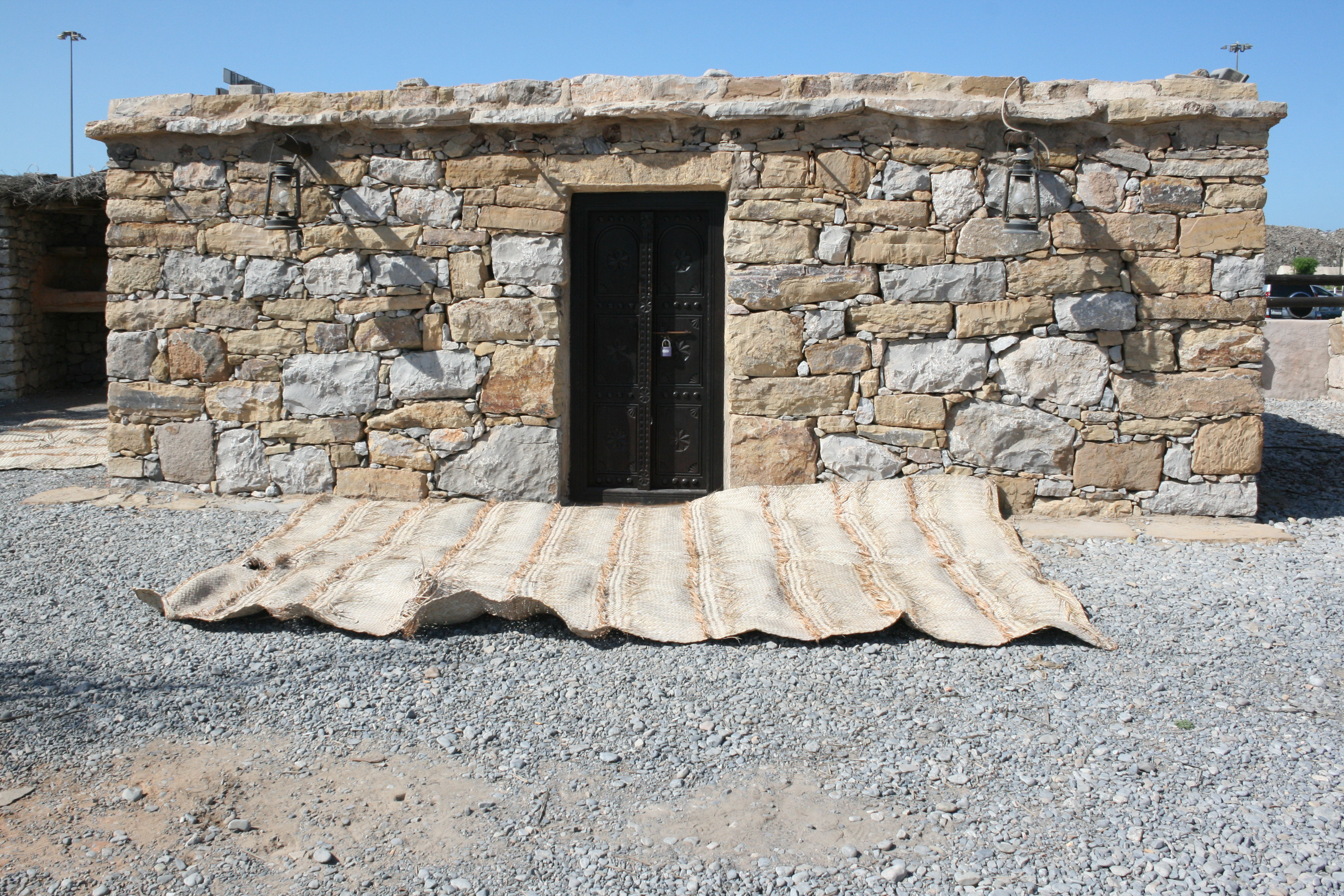
Detalle de una de las casas.

El Heritage Village (en español Pueblo del Legado) se creö en 1997 en Al Shindagha, un barrio histórico, junto al Diving Village, en la ciudad de Dubái. El sitio se creó para celebrar los acontecimientos tradicionales y para mostrar una imagen viva de la vida tradicional en los Emiratos Árabes. En él se muestras los componentes de vida salvaje, marina, y de montaña, donde el visitante puede identificar en detalle las antiguas costumbres tradicionales así como las características especiales de las antiguas casas, trabajos artesanales, patrones, y formas de vivir. El sitio pertenece y dirige la Autoridad de Artes & de Cultura de Dubái. El horario de visitas al sitio son de domingos a jueves, 8:00 - 22:00 y de viernes a sábados de 3:00 a 22:00.